# Max Payne 3
Max Payne 3 è un videogioco del genere sparatutto in terza persona sviluppato da Rockstar Studios e pubblicato da Rockstar Games in USA il 15 maggio 2012 e in Europa il 18 maggio dello stesso anno per PlayStation 3 e Xbox 360. Su PC il gioco è uscito il 1º giugno 2012. Dal 15 novembre 2021 il gioco è anche disponibile su Xbox One e Xbox Series X/S attraverso il programma di retrocompatibilità. La colonna sonora è stata curata dagli Health e riprende alcuni temi della colonna sonora degli altri due capitoli, entrambe composte da Kärtsy Hatakka e da Kimmo Kajasto.
Questo è il primo capitolo della serie di Max Payne a non essere sviluppato dalla casa videoludica finlandese Remedy Entertainment e a non essere scritto dal creatore della serie Sam Lake. Nonostante questo la Remedy Entertainment ha supervisionato il videogioco. È inoltre il primo titolo della serie ad avere una modalità multiplayer online e il primo non doppiato in italiano. La versione per Xbox 360 occupa due DVD. Su PC supporta le Directx 11 e il 3D.

## Trama
Max Payne, circa quattro anni dopo gli eventi del secondo capitolo, viene mandato in pensione da Jim Bravura e si trasferisce a Hoboken, New Jersey. Là frequenta il Walton Bar, un locale della zona in cui molto spesso ci sono risse. Max è ancora tormentato da ciò che ha passato con la sua famiglia e con Mona Sax, e ha preso il vizio dell'alcool e degli antidolorifici.
Cinque anni dopo, Max Payne si trasferisce a San Paolo, Brasile. In seguito va ad un party di beneficenza della famiglia Branco (composta dai fratelli Rodrigo, Marcelo e Victor, dalla moglie di Rodrigo, Fabiana e dalla sorella di Fabiana, Giovanna, non presente alla festa) come una delle loro guardie del corpo assieme a Raul Passos. Assieme a loro c'è anche Becker. Ad un certo punto un gruppo di malviventi, il Commando Sombra (Comando Sombra in portoghese), rapisce Fabiana e Rodrigo ma Payne, aiutato da Passos, riesce a salvare prima Fabiana nel piano inferiore dell'edificio e poi Rodrigo nel parcheggio sotterraneo: qui si scontrano Becker, capo dell'UFE (Unidade de Forças Especiais, una squadra paramilitare anti-gang), e Da Silva, capo della Polizia.
Pochi giorni dopo Marcelo, Fabiana e la sorella Giovanna, assieme a Payne si recano in una discoteca in elicottero, guidato da Passos. In discoteca il secondo tentativo di rapimento da parte del Commando Sombra ha successo: durante l'irruzione vengono rapite Fabiana e Giovanna mentre Marcelo viene tempestivamente salvato da Payne, che inizia un nuovo conflitto a fuoco con gli uomini del Commando Sombra nel locale. Max Payne riesce a raggiungere l'elicottero, ritrovando Marcelo e Passos: dopo aver nuovamente affrontato gli uomini del Commando dall'elicottero Payne scende dall'aeromobile e prosegue a piedi, riuscendo a salvare Giovanna. Per Fabiana i rapitori chiedono un riscatto di 3 milioni di real: il luogo dello scambio sarà lo stadio dei Galatians (Estádio do Galatians), società calcistica cittadina. Payne e Raul Passos, convocati dalla famiglia Branco per decidere il da farsi, si recano all'incontro con i rapitori e consegnano i soldi del riscatto ad alcuni membri del Commando Sombra: subito dopo aver consegnato la borsa con i real, un cecchino spara alla cieca sul campo uccidendo un paio di uomini e ferendo al braccio Payne, che riesce a fatica ad uscire dal campo. Passos medica Payne e assieme riescono ad eliminare gli uomini del Commando Sombra. Payne e Passos scoprono che un gruppo di paramilitari (accusati di metodi da vigilantes) vuole ottenere il riscatto: i Crachá Preto. Dopo aver eliminato tutti gli uomini dei Crachá Preto e tutti i cecchini, Payne e Passos ritornano all'elicottero dal quale erano arrivati e lasciano l'impianto sportivo. I Crachá Preto riescono ad ottenere il riscatto.
Un flashback ci riporta a Hoboken, qualche mese prima. Max sta bevendo nel Walton Bar, quando nel locale si presenta Tony De Marco, figlio del boss mafioso Anthony De Marco. Poco dopo entra anche un latinoamericano, Raul Passos; Passos salva Payne, che in quel momento aveva la pistola di Tony puntata addosso. Passos conosce Payne grazie alla comune esperienza avuta nell'Accademia di Polizia di New York (di cui Max non ricorda), dove Payne era il migliore, e ai 5 anni di servizio nel Bronx. Oggi Passos è una guardia del corpo in America centrale e in Brasile. Raùl Passos offre lo stesso lavoro a Payne che, inizialmente, non accetta. I due, rimasti nel bar a bere, vengono sorpresi dal ritorno di Tony De Marco: Payne uccide lui e, aiutato da Passos, anche i suoi uomini scatenando l'ira del padre che ne invia altri ad eliminarli. Passos e Payne si recano a casa di quest'ultimo ed in seguito fuggono attraverso i tetti riuscendo ad eliminare le rimanenti forze di De Marco.
Si ritorna in Brasile. Payne e Passos stanno risalendo a bordo di un'imbarcazione il letto del fiume Tietê, nello stato di San Paolo, in cerca di Fabiana. Le sponde del fiume sono territori noti del Commando Sombra. Passos lascia Payne in una specie di "porto paludoso". L'ex poliziotto riesce ad arrivare fino alla barca nella quale viene tenuta Fabiana, non riuscendo a raggiungerla. Comincia un inseguimento all'interno delle acque del Tietê per raggiungere la barca nella quale Serrano, il capo del Commando Sombra, tiene prigioniera Fabiana, ma nonostante Payne riesca a uccidere la maggior parte degli uomini presenti sull'imbarcazione il Commando Sombra riesce a fuggire.
Payne e Passos sono nuovamente convocati dalla famiglia Branco. Rodrigo Branco e Payne rimangono soli nell'ufficio di Rodrigo, quando l'edificio (Fábricas Branco) viene assaltato da un commando dei Crachá Preto. Rodrigo Branco viene assassinato ma Payne scopre da uno dei Crachá Preto che il commando non era stato inviato per uccidere i Branco, bensì per uccidere Payne stesso. Scopre inoltre che Fabiana viene tenuta nella favela di Nova Esperança. Payne informa Victor e Marcelo della morte del fratello quindi si reca nella favela. Qui viene rapinato, prima di proseguire il suo viaggio all'interno della favela. Payne ottiene informazioni dal poliziotto Da Silva riguardo Serrano, il capo del Commando Sombra, Alvaro Neves, ovvero il capo dei Crachá Preto e sul suo vice Milo Rego, in un locale ed in seguito s'infiltra nella favela. La parte alta della favela di Nova Esperança è territorio del Commando Sombra: Payne raggiunge la baracca di Serrano dove oltre a Fabiana trova anche Giovanna e Marcelo, che ha con sé una borsa con dentro probabilmente altri soldi. Serrano uccide Fabiana, lasciando Payne ad un suo scagnozzo e portando fuori Giovanna e Marcelo.
Un altro flashback ci riporta a New York, nel cimitero di Golgothe (North Bergen). Payne è nuovamente assieme a Passos, davanti alla lapide della moglie Michelle e della figlia, della quale si scopre il nome, Rose. In questo luogo si scoprono date importanti: oltre a quelle di nascita (Michelle è nata il 12 maggio del 1964, Rose il 4 febbraio del 1998) si sanno anche quelle di morte (che per entrambe è il 22 agosto del 1998) dando così una data precisa per l'inizio del primo capitolo della serie. Payne si fa sorprendere dagli uomini di Anthony De Marco ma riesce a raggiungere Passos e assieme lui riesce ad eliminare anche i restanti. Nel cimitero tra le numerose tombe sono presenti quelle di Vinnie Gognitti, Valerie Winterson e Nicole Horne, personaggi principali dei precedenti capitoli della serie. Qui si scopre un'altra data importante: Gognitti è deceduto nel 2003 (non viene citato il giorno) dando una data precisa alla fine del secondo capitolo (Gognitti muore in Un gioco a perdere) che è quindi ambientato circa 5 anni dopo l'inizio del primo capitolo. Per sfuggire entrano in un mausoleo dove incontrano degli uomini del clan dei Puncinello che parlano di come stanno tornando alla vetta dopo essere stati sconfitti dai russi di Vladimir Lem otto anni prima. In seguito vengono catturati ma presto riescono a liberarsi degli ultimi uomini rimasti e a fuggire dal cimitero passando attraverso l'obitorio e la chiesa.
Ritornati nella favela, Payne si libera dello scagnozzo di Serrano ed esce dalla baracca. Nel frattempo i paramilitari dell'UFE raggiungono la favela sterminando i civili e iniziando una guerriglia contro il Commando Sombra. Payne segue i paramilitari che apparentemente risparmiano alcuni civili portandoli su dei furgoni e assiste ad uno "scambio di civili" tra Bachmeyer, un comandante dell'UFE e Milo Rego, il secondo in comando dei Crachá Preto. Max Payne trova sia Giovanna sia Marcelo, che in precedenza erano stati catturati dall'UFE, ma Marcelo viene bruciato vivo dentro una colonna di pneumatici. Payne riesce a portare in salvo la sola Giovanna, eliminando Milo Rego ed un altro vigilantes. Giovanna e Payne riescono ad evadere dalla favela ma presto devono rifugiarsi in un deposito di autobus, dove la ragazza gli rivela di essere incinta di Passos; i paramilitari seguono Payne che, dopo averli fatti fuori, fugge assieme a Giovanna attraverso il deposito degli autobus. Giovanna è costretta a guidare un autobus mentre Payne tiene impegnati i paramilitari: la corsa si conclude contro un muro. Giovanna va da Passos mentre Payne si libera dei paramilitari. Dopo averli eliminati tutti, Passos non recupera Payne che viene trovato dal poliziotto Da Silva. Da Silva lo informa su Passos: lui non lavora per Rodrigo ma per Victor Branco, che gli ha pagato anche un volo per New York.
Il terzo flashback del gioco ci porta nelle chiuse di Bastidas, sul canale di Panama, due mesi fa, sopra una barca dove si sta tenendo una festa. Questo è già il secondo incarico di Payne fuori dagli Stati Uniti, che in precedenza era stato ai Caraibi. Dopo aver bevuto alla festa Payne va a dormire. Al suo risveglio un commando sta entrando nelle cabine. Payne scopre che Marcelo conosceva l'indirizzo del bar dove lui andava a bere quotidianamente. Dopo aver eliminato il commando presente nella nave, Payne trova Marcelo e Passos intenti a caricare della merce su un camion. Convince Passos a trovare le persone presenti sulla nave e, dopo aver eliminato altri uomini, Payne scopre sul tetto di un edificio i cadaveri delle persone presenti alla festa, probabilmente eliminati dal commando.
Marcelo e Passos stavano contrabbandando soldi a Panama grazie ad un loro amico banchiere. Da Silva porta Payne all'Imperial Palace Hotel, un edificio nel quale entrano grandi masse di persone ma non esce mai nessuno. Payne s'infiltra nel sotterraneo dell'edificio e risale eliminando tutto il commando dei Crachá Preto. Arrivato agli ultimi piani Payne scopre che l'edificio è usato dai Crachá Preto come "fabbrica di organi": infatti rapivano persone nelle favelas per farli dissezionare da un chirurgo che poi avrebbe preparato gli organi da mettere in commercio. Tra le persone rapite c'è anche Serrano, che dopo essere stato liberato da Max uccide ferocemente il chirurgo. Max decide di piazzare delle cariche di C-4 e, dopo aver incontrato anche Neves, decide di far saltare l'edificio, riuscendo a salvarsi: Passos poi uccide Neves. Dopo questo episodio vi è l'ultimo incontro tra Giovanna, Passos e Payne che è assieme a Da Silva: Giovanna e Passos lasceranno il paese. Da Silva lo porta dunque nel distretto del 55º battaglione della polizia del reparto "Forze Speciali" e Payne si fa arrestare. Dopo aver ucciso i suoi interrogatori, Payne comincia un'altra crociata contro gli UFE. In questo edificio scopre che l'AUP ha agito a Panamá, molto probabilmente grazie ad una soffiata degli agenti brasiliani. Dopo essersi infilato nei condotti dell'aria, Payne entra in un altro ufficio e scopre delle registrazioni: tra queste anche quella in cui Bachmeyer, braccio destro di Becker, uccide Rodrigo Branco. Payne trova e uccide Bachmeyer e poco prima di uccidere anche Becker viene fermato da Victor Branco, candidato alle amministrative come sindaco della città di San Paolo. Becker e Victor sono decisi a fuggire dal paese, ma Payne, scortato nuovamente da Da Silva, si reca in aeroporto dove ad attenderlo ci sono gli UFE. Dopo averli eliminati tutti, Payne prende una navetta che porta alla pista d'atterraggio e qui affronta gli ultimi UFE a protezione di Becker che viene ucciso da Payne. Da Silva trova Payne e lo porta presso il jet privato di Victor Branco, che sta ormai decollando quando Payne lo abbatte. In mezzo alla pista, Da Silva cerca di convincere Max a lasciare vivo Victor per far sì che venga condannato per i crimini che ha commesso mentre questi, ferito, risponde che in ogni caso se la caverà e tornerà libero. Max, ormai stanco di uccidere, lo risparmia, ma gli rompe una gamba con una pedata per rabbia. Victor viene arrestato e condannato.
Una settimana dopo, a Bahia, Max sente alla televisione in un bar sulla spiaggia la notizia che il resto dell'UFE è stato sciolto a causa dei loro legami con l'anello illegale del traffico di organi, mentre Victor Branco è stato trovato morto, impiccato nella sua cella. Finalmente dopo aver ottenuto un po' di conforto dopo tanto tempo, Max cammina lungo la riva del mare mentre il sole tramonta.

## Modalità di gioco
Max Payne 3 è molto diverso dai predecessori, sono molte le cose aggiunte e/o rimosse.
Le modalità di gioco sono: Storia, dove si gioca in single player e seguendo la trama del gioco; modalità Arcade che comprende la modalità Sfida a punti, Ultimo respiro e Ultimo Respiro Hardcore e il Multiplayer. I livelli di difficoltà della modalità Storia sono: facile, media, difficile, hardcore e vecchia scuola. Ogni tanto la visuale di gioco è un po' offuscata per far capire che Max è ubriaco.
Il Bullet Time, presente anche nei precedenti capitoli, è un po' più lungo; essendo più lungo, si esaurisce in fretta. Si ricarica solo se si uccide un nemico, o se si è sotto il fuoco nemico. In Max Payne e Max Payne 2 esso si ricaricava solo uccidendo i nemici. Una novità introdotta in questo capitolo è la seconda chance: quando Max sta per morire o viene ferito da un colpo mortale e se il giocatore è ancora in possesso di antidolorifico, la visuale viene modificata e Max ha ancora la possibilità di sparare al nemico che l'ha ucciso, se lo si ammazza, la visuale si schiarisce e si torna al gioco, mentre in caso contrario si muore. Nel caso il giocatore non abbia antidolorifici, si muore normalmente. È inoltre disponibile la bullet cam, cioè la visuale da angolazione diversa dell'uccisione di un nemico, e lo Shootdodge, lancio simile a quello dei precedenti capitoli.
L'inventario risulta molto più piccolo: si possono trasportare due armi secondarie e un'arma primaria. Le due secondarie possono essere utilizzate assieme, ma facendo ciò si procede con la perdita dell'arma primaria.

## Personaggi
- Max Payne: è il protagonista. Sono passati 14 anni dalla morte dei suoi cari ma è ancora una ferita aperta. Nove anni dopo la fine del secondo capitolo e cinque anni da quando Jim Bravura lo ha mandato in pensione, Max viene convinto da Raul Passos ad andare in Brasile con lui, per lavorare come guardia del corpo della famiglia Branco.
- Raul Passos: ex poliziotto di New York che lavora in Brasile come guardia del corpo della famiglia Branco e fidanzato con Giovanna Tavares. Torna a New York per convincere Max Payne a seguirlo in Brasile.
- Rodrigo Branco: capo di Max e Raul e fratello maggiore di Victor e di Marcelo. Architetto e costruttore, marito di Fabiana. Assassinato nel suo ufficio da Bachmeyer per ordine di suo fratello Victor.
- Marcelo Branco: fratello minore di Rodrigo e Victor. È uno spacciatore segretamente innamorato di Fabiana, la moglie di suo fratello Rodrigo. Per questo motivo è complice di Victor nel far uccidere Rodrigo. Muore bruciato dagli uomini di Milo Rego.
- Wilson Da Silva: è un poliziotto di San Paolo che aiuta Max Payne nelle indagini contro Victor e Becker.
- Fabiana Branco: moglie di Rodrigo Branco e sorella di Giovanna Tavares. Rapita e poi uccisa successivamente da Serrano.
- Giovanna Tavares: sorella di Fabiana, fidanzata di Raul Passos. Alla fine del gioco si scopre che è incinta di Raul e perciò lascia la città con lui, per vivere insieme felici.
- Armando Becker: capitano dell'U.F.E., un ramo di polizia corrotto e violento. Becker è l'antagonista principale del gioco, insieme al suo amico e alleato Victor Branco, ed è il boss finale. Si può decidere se ucciderlo o lasciarlo morire dissanguato all'aeroporto.
- Bachmeyer: poliziotto dell'U.F.E e braccio destro di Armando Becker. Viene ucciso da Max alla stazione di polizia.
- Victor Branco: politico di San Paolo, fratello di Rodrigo e di Marcelo. È l'antagonista principale del gioco insieme al suo amico e alleato Armando Becker. Dopo un lungo inseguimento all'aeroporto viene arrestato da Max e Da Silva. In tv Max in seguito, scopre che è morto impiccato in carcere. Non si sa se di tratti di suicidio o di omicidio.
- Serrano: il capo della banda criminale Commando Sombra e responsabile del rapimento di Fabiana Branco e in seguito della sua morte.
- Anthony DeMarco: il boss mafioso più potente del New Jersey, Manda i suoi uomini a cercare e uccidere Max Payne, perché Max ha ucciso il suo unico figlio Tony. Dopo essere riuscito a sopravvivere a fatica, Max scappa in Brasile con Raul per non farsi trovare da Anthony.
- Tony DeMarco: unico figlio del boss mafioso del New Jersey Anthony DeMarco. Viene ucciso da Max Payne nel Walton's Bar, dopo aver visto Tony che picchiava una donna che lo insultava. La sua morte ha causato poi una massiccia sparatoria tra Max e Raul contro gli uomini di Tony.
- Alvaro Neves: leader della banda paramilitare Crachá Preto, al servizio di Victor Branco. Viene ucciso da Raul all'Imperial Palace Hotel, per salvare Max.
- Milo Rego: criminale brasiliano membro della banda paramilitare Cracha Preto e braccio destro di Alvaro Neves. Viene ucciso da Max a Nova Esperanca.

## Capitoli del gioco e ambientazione
- Capitolo 1: Puzza di marcio (Festa di beneficenza)
- Capitolo 2: Il meglio del peggio (Discoteca)
- Capitolo 3: Ordinaria amministrazione (Estadio do Galatians, stadio di calcio)
- Capitolo 4: Chiunque mi può offrire da bere (Flashback, strade di Hoboken, New Jersey)
- Capitolo 5: Viva, ma non in gran forma (Porto sul fiume Tiete)
- Capitolo 6: Una fanciulla, un inetto e... un alcolista (Fábricas Branco)
- Capitolo 7: Un mal di testa direttamente da madre natura (Favela bassa)
- Capitolo 8: L'unico modo per uscirne vivo (Flashback, cimitero di Golghothe, Hoboken, New Jersey)
- Capitolo 9: La storia si ripeteva. Anche nell'altro emisfero (Favela alta)
- Capitolo 10: O guidi o spari, bella (Deposito di autobus)
- Capitolo 11: Soldi, olio e margarita rancidi (Flashback, chiuse di Bastidas, canale di Panama)
- Capitolo 12: Il grande salvatore americano dei poveri (Imperial Palace Hotel)
- Capitolo 13: Grasso, calvo e di pessimo umore (cinquantacinquesimo Battaglione delle Forze armate o U.F.E.)
- Capitolo 14: Un'ultima carta da giocare (Aeroporto)

## Differenze rispetto ai predecessori
- L'inventario è più piccolo: si possono portare al massimo due pistole e un fucile.
- Si gioca anche di giorno, cosa che nei precedenti due capitoli non accadeva in quanto le vicende si svolgevano solo di notte.
- Si può usare una doppia arma che non sia dello stesso tipo, ad esempio un revolver e un Ingram MAC-11.
- Il Bullet Time si ricarica se si uccidono nemici o si è sotto il fuoco nemico. Nei capitoli precedenti si ricaricava solo uccidendo i nemici.
- Lo shootdodge è sempre disponibile, anche con la barra del Bullet Time vuota.
- Sono presenti i quick time event, assenti nei precedenti capitoli.
- Alcune armi sono dotate di silenziatore, torcia o mirino laser.
- Per l'uso dei trucchi non c'è bisogno di modificare una stringa in "Proprietà". I trucchi si ottengono solo se si finisce il gioco ad una certa modalità, se si trovano tutti gli indizi o le armi d'oro.
- È possibile usare le coperture e ripararsi dietro punti come una parete o una scrivania.
- È stato aggiunto il Multiplayer e l'Arcade.
- Scompaiono le sequenze in forma di graphic novel, che vengono sostituite da dei classici filmati che introducono il giocatore al capitolo successivo.

## Special Edition
Per Max Payne 3 oltre all'edizione standard è disponibile in un numero limitato di pezzi anche una Special Edition per Xbox 360, PlayStation 3 e PC al prezzo di 119,99 euro. Ecco di seguito il contenuto della Special Edition:
- Una copia di Max Payne 3 (identica alla versione standard),
- Una statua di Max Payne alta 25 cm, creata grazie alla collaborazione fra TriForce e Rockstar Games,
- Una serie di stampe di qualità ispirate ai demoni e ai vizi del personaggio,
- Un portachiavi a forma di pallottola, con il retro che può essere aperto,
- Cartolina contenente il codice riscatto per Il Classic Multiplayer Character Pack, che include otto personaggi per le modalità multiplayer del gioco, fra cui il Max Payne originale, la versione del secondo episodio, Mona Sax e Vladimir Lem,
- Cartolina contenente il codice riscatto per Il Disorderly Conduct Multiplayer Weapons Pack, che include l'Hammerhead Auto Shotgun, il G9 Grenade Launcher e la Molotov,
- Cartolina contenente il codice riscatto per scaricare la colonna sonora ufficiale di Max Payne 3 dal sito di Rockstar.

## Accoglienza
La rivista Play Generation diede alla versione per PlayStation 3 un punteggio di 93/100, trovandolo divertente e spettacolare allo stesso tempo oltre che curato in ogni dettaglio e come contro l'assenza del doppiaggio italiano, finendo per reputarla "Un'avventura emozionante, che rientra a pieno titolo nell'Olimpo degli action game".